# Sebbi z Esseksu
Sebbi z Esseksu, Sæbbi, Sebbe (ur. ?, zm. ok. 695) – współwładca anglosaskiego Królestwa Essex w latach 664-683, a następnie władca samodzielny do roku 694, święty kościoła katolickiego.
Po bezpotomnej śmierci króla Swithelma, spadkobiercami tronu Essex zostali Sebbi i Sighere - kuzyni zmarłego władcy. Sebbi był synem Saewarda i bratem Sigeberhta. Współrządzący z nim Swithelm to z kolei potomek Sexbalda - syna Sleddy.
Swithelm, bezpośrednio po zarazie która spustoszyła kraj w 664, zdecydował się na dokonanie apostazji i powrót do pogańskich wierzeń swych przodków, Sebbi natomiast pozostał wierny religii chrześcijańskiej. Ten konflikt światopoglądowy przyczynił się do szukania przez obu władców protekcji u potężniejszych sąsiadów w Mercji i Wesseksie. W wyniku tego, w 665 roku władzę zwierzchnią nad królestwem uzyskał Wulfhere z Mercji, który wysłał swego biskupa Jarumana do Essex z misją, której celem było moralne i polityczne wsparcie Sebbi i nakłonienie Sighere do ponownego chrztu oraz chrystianizacja ludu. Essex zostało wówczas w praktyce zredukowane do rangi terytorium zależnego od Mercji. Faktyczne rządy sprawował Wulfhere, który w tym czasie był najpotężniejszym władcą anglosaskim: kontrolował nie tylko Essex, ale również Wschodnią Anglię, Middlesex, Suffolk, Norfolk, Hertford, Cambridge oraz część Bedford.
W 686 roku protektorem Esseksu został Caedwalla z Wesseksu. Nakłonił on Sebbi do pomocy w zorganizowaniu wyprawy, której celem miało być podbicie Kentu i odsunięcie od władzy tamtejszego króla, Eadrica.
Beda w swoim dziele Historia ecclesiastica gentis Anglorum wyraża się bardzo pozytywnie na temat panowania Sebbi. Miał to być władca niezwykle pobożny, żarliwie oddający się praktykom religijnym i znany z dawania jałmużny. Uważano, że powinien być biskupem a nie królem. Postawa Sebbi przyczyniła się do ostatecznego zmarginalizowania dawnych pogańskich wierzeń i do utrwalenia chrześcijaństwa w Esseksie.
W 694 roku, w trzydziestym roku swego panowania, Sebbi zdecydował się abdykować. Prawdopodobnie do tej decyzji przyczyniła się jego poważna choroba, zmarła też jego żona, która wcześniej sprzeciwiała się abdykacji. Postanowił wstąpić do zakonu w Londynie i resztę życia poświęcić Bogu.
Władzę nad Esseksem przekazał swoim synom, Sigeheardowi i Swaefredowi. Trzeci z synów (Swaefhard) objął już w roku 689 kontrolę nad królestwem Kentu, wraz z tamtejszym następcą tronu, Oswine.
Sebbi zmarł około 695 roku. Na łożu śmierci przekazał na ręce biskupa Waldhere dużą dotację dla Opactwa Westminsterskiego; pieniądze te miały być rozdane biednym. Sebbi, obawiając się nadchodzącej śmierci, miał poprosić biskupa, aby towarzyszył mu w ostatnich chwilach jego życia.
Został pochowany w starym kościele św. Pawła na terenie opactwa, w północnej ścianie prezbiterium.
Uznany został za świętego, po cudach i znakach jakie objawiły się w czasie jego agonii i po śmierci. Kościół katolicki wspomina go 29 sierpnia.